# Charlotte Mühe
Charlotte Mühe, född 24 januari 1910 i Uelzen, död 10 januari 1981, var en tysk simmare.
Mühe blev olympisk bronsmedaljör på 200 meter bröstsim vid sommarspelen 1928 i Amsterdam.